# Peter Biesenbach

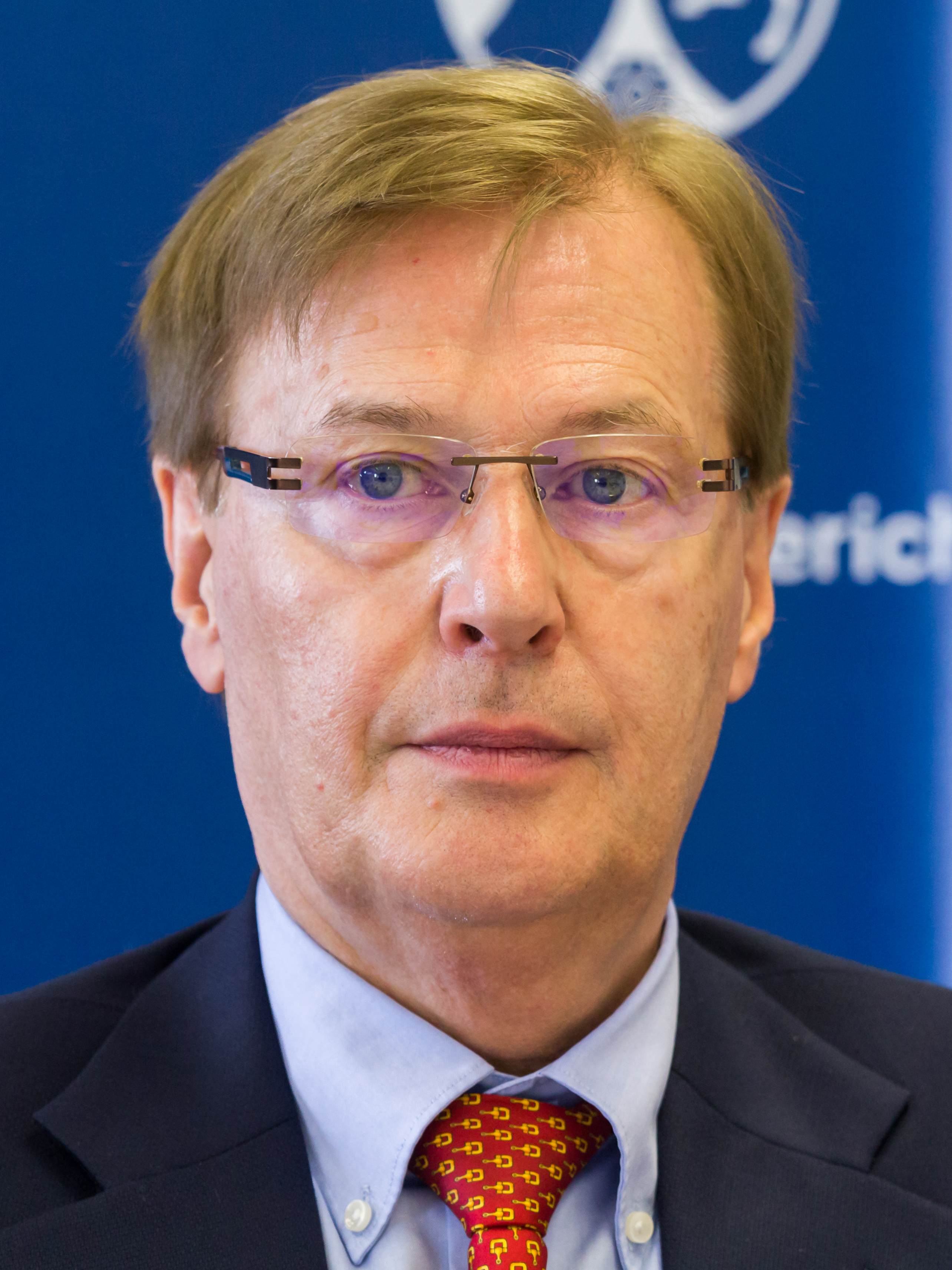
Peter Biesenbach (2019)

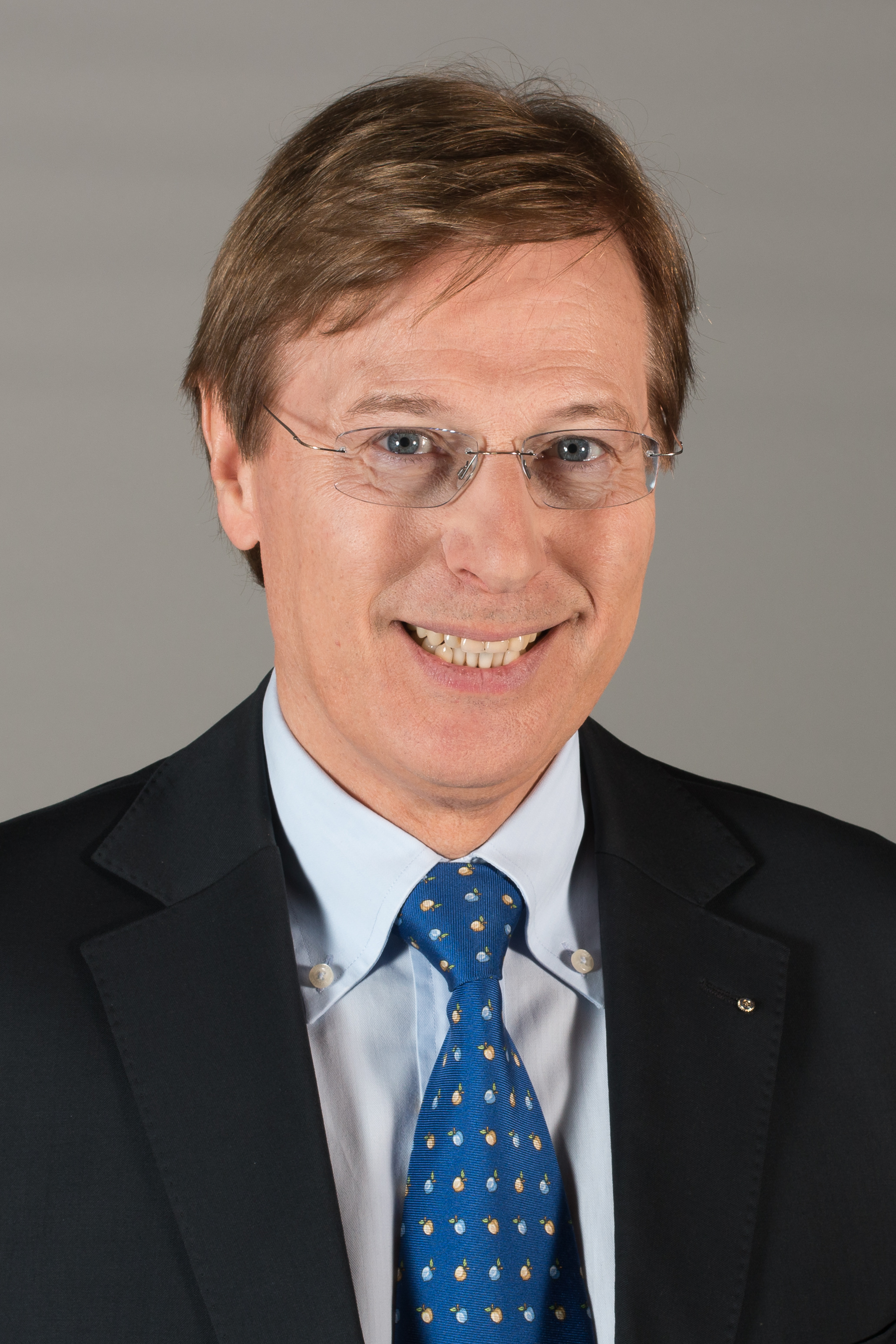
Peter Biesenbach (2013)

Peter Biesenbach (* 10. Februar 1948 in Hückeswagen) ist ein deutscher Politiker der CDU und war von 2017 bis 2022 Minister der Justiz des Landes Nordrhein-Westfalen. Von 2000 bis 2022 war er Abgeordneter des Landtags Nordrhein-Westfalen.

## Herkunft, Studium und Privates
Peter Biesenbach wuchs in konservativ geprägten Familienverhältnissen in Hückeswagen auf. Mit dem Schulabschluss der mittleren Reife besuchte Biesenbach ein Abendgymnasium in Düsseldorf. Nach dem Abitur folgte eine dreijährige Ausbildung für den gehobenen Verwaltungsdienst des Landes Nordrhein-Westfalen zum Diplom-Verwaltungswirt (FH). Nach einer Anstellung als Regierungsinspektor beim Regierungspräsidenten von Düsseldorf studierte er an der Universität zu Köln Rechtswissenschaft und Psychologie. Von 1992 bis 2017 war Peter Biesenbach als selbständiger Rechtsanwalt in einer Hückeswagener Sozietät tätig.
Biesenbach und seine Ehefrau Silvia Liebig-Preuten wohnen in Hückeswagen.

## CDU-Politiker
Als 18-Jähriger wurde Biesenbach 1966 CDU-Mitglied. Als konservativer CDU-Politiker war Peter Biesenbach u. a. stellvertretender Vorsitzender des CDU-Kreisverbandes Oberbergischer Kreis,
stellvertretender Vorsitzender der CDU-Fraktion im Rat der Stadt Hückeswagen und Vorsitzender der CDU-Fraktion im Kreistag Oberbergischer Kreis.
Vom 2. Juni 2000 bis zum 31. Mai 2022 war er für den Landtagswahlkreis Oberbergischer Kreis I Abgeordneter des Landtags Nordrhein-Westfalen. Bei der Landtagswahl in Nordrhein-Westfalen 2017 erhielt er mit 50,8 Prozent die absolute Mehrheit der abgegebenen Erststimmen. Von 2005 bis 2010 war Biesenbach Parlamentarischer Geschäftsführer der CDU-Landtagsfraktion und von 2010 bis 2017 stellvertretender Fraktionsvorsitzender. Ab 2004 war Peter Biesenbach Mitglied aller abgehaltenen Bundesversammlungen. Nach der Landtagswahl 2022 schied er aus dem Landtag aus.

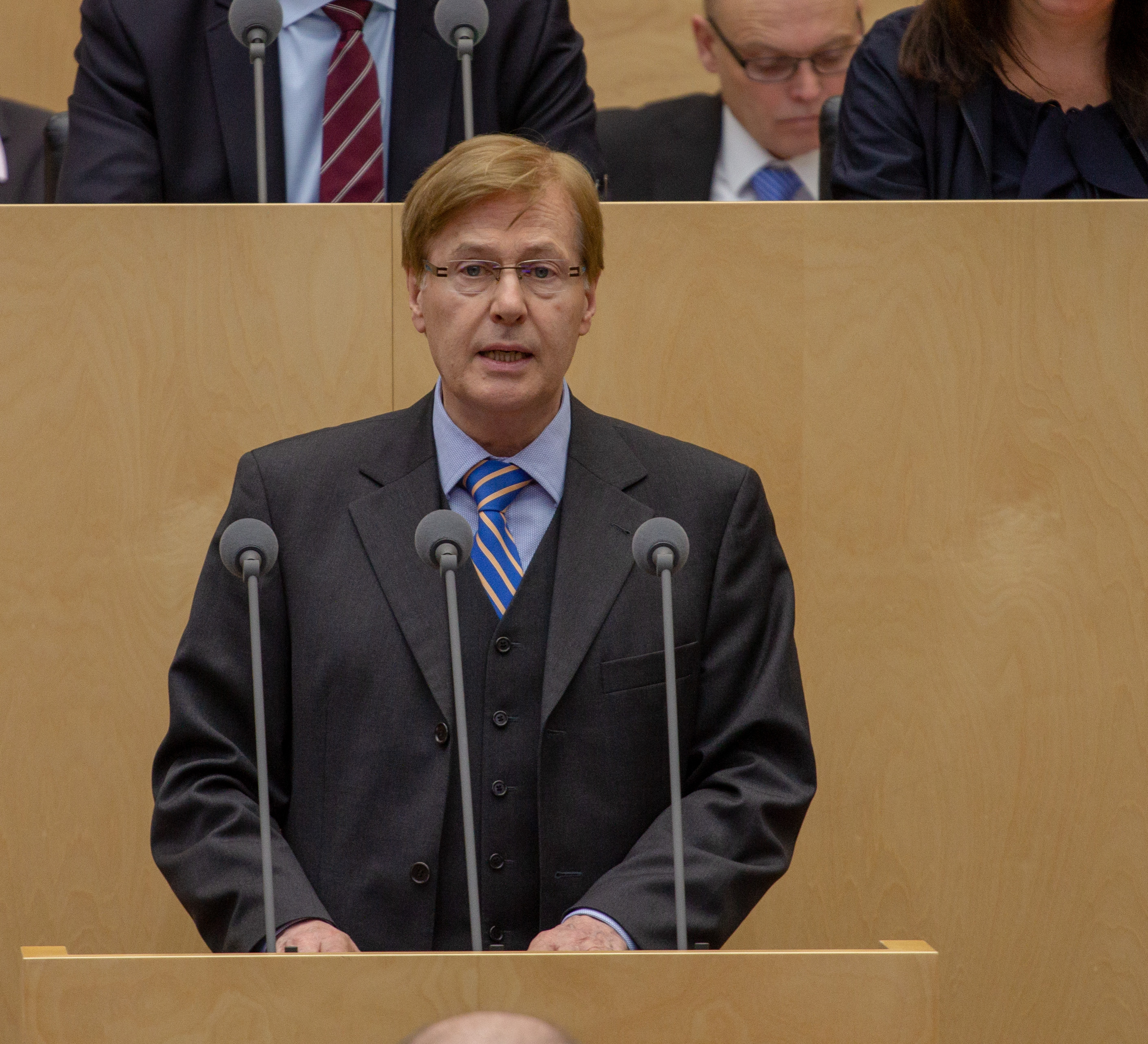
Peter Biesenbach im Bundesrat (2019)

Der Ministerpräsident von Nordrhein-Westfalen, Armin Laschet, ernannte Biesenbach am 30. Juni 2017 zum Minister der Justiz des Landes Nordrhein-Westfalen. Ab dem 28. Oktober 2021 führte er sein Amt unter Laschets Nachfolger Hendrik Wüst fort. Am 29. Juni 2022 wurde Benjamin Limbach (Bündnis 90/Die Grünen) im Zuge der Bildung des Kabinetts Wüst II zu seinem Nachfolger als Justizminister ernannt.
Er brachte am 4. Dezember 2021 angesichts der COVID-19-Pandemie in Deutschland und der sich ausbreitenden Omikron-Variante eine 2G-Regel am Arbeitsplatz ins Gespräch. Diese Regel galt in Nordrhein-Westfalen ab diesem Tag auch für den Einzelhandel. Er sagte in einem Interview: „Ich bin nahe dran zu sagen: Der Gesetzgeber ist in Ermangelung anderer effektiver Möglichkeiten nicht nur berechtigt, sondern verpflichtet, eine Impfpflicht einzuführen.“ Er wolle eine Impfpflicht, bevor es „Zustände wie in Bergamo“ (beim Pandemiebeginn in Italien im Februar und März 2020) gibt.
Seit 2023 ist Biesenbach ehrenamtlicher Fellow bei der Bürgerbewegung Finanzwende.

## Kabinette
- Kabinett Laschet
- Kabinett Wüst I